# Телесна конституција
Телесна конституција је телесни склоп, грађа, изглед. Према неким теоријама, телесна конституција одражава психолошки склоп личности. Позната је и Ломброзова претпоставка о специфичној конституцији облика главе особа склоних насиљу, тзв. „рођених злочинаца”. По Кречмеру, постоје четири типа телесне конституције: атлетски, стренички, пикнички и мешовити.